# Municipio de Bedford (condado de Calhoun)
El municipio de Bedford (en inglés: Bedford Township) es un municipio ubicado en el condado de Calhoun en el estado estadounidense de Míchigan. En el año 2010 tenía una población de 9357 habitantes y una densidad poblacional de 121,63 personas por km².

## Geografía
El municipio de Bedford se encuentra ubicado en las coordenadas 42°22′53″N 85°14′14″O / 42.38139, -85.23722. Según la Oficina del Censo de los Estados Unidos, el municipio tiene una superficie total de 76.93 km², de la cual 75.37 km² corresponden a tierra firme y (2.03%) 1.56 km² es agua.

## Demografía
Según el censo de 2010, había 9357 personas residiendo en el municipio de Bedford. La densidad de población era de 121,63 hab./km². De los 9357 habitantes, el municipio de Bedford estaba compuesto por el 83.87% blancos, el 10.88% eran afroamericanos, el 0.48% eran amerindios, el 0.43% eran asiáticos, el 0.05% eran isleños del Pacífico, el 1.21% eran de otras razas y el 3.08% pertenecían a dos o más razas. Del total de la población el 3.07% eran hispanos o latinos de cualquier raza.